# 頌德碑 (九份)
頌德碑，位於臺灣新北市瑞芳區九份頌德里輕便路頌德公園內，1917年（大正6年）九份地方人士為了感念實業家顏雲年對地方的經營，共同發起立碑紀念。碑文無標題，分刻四面。

## 簡介

### 立碑緣由

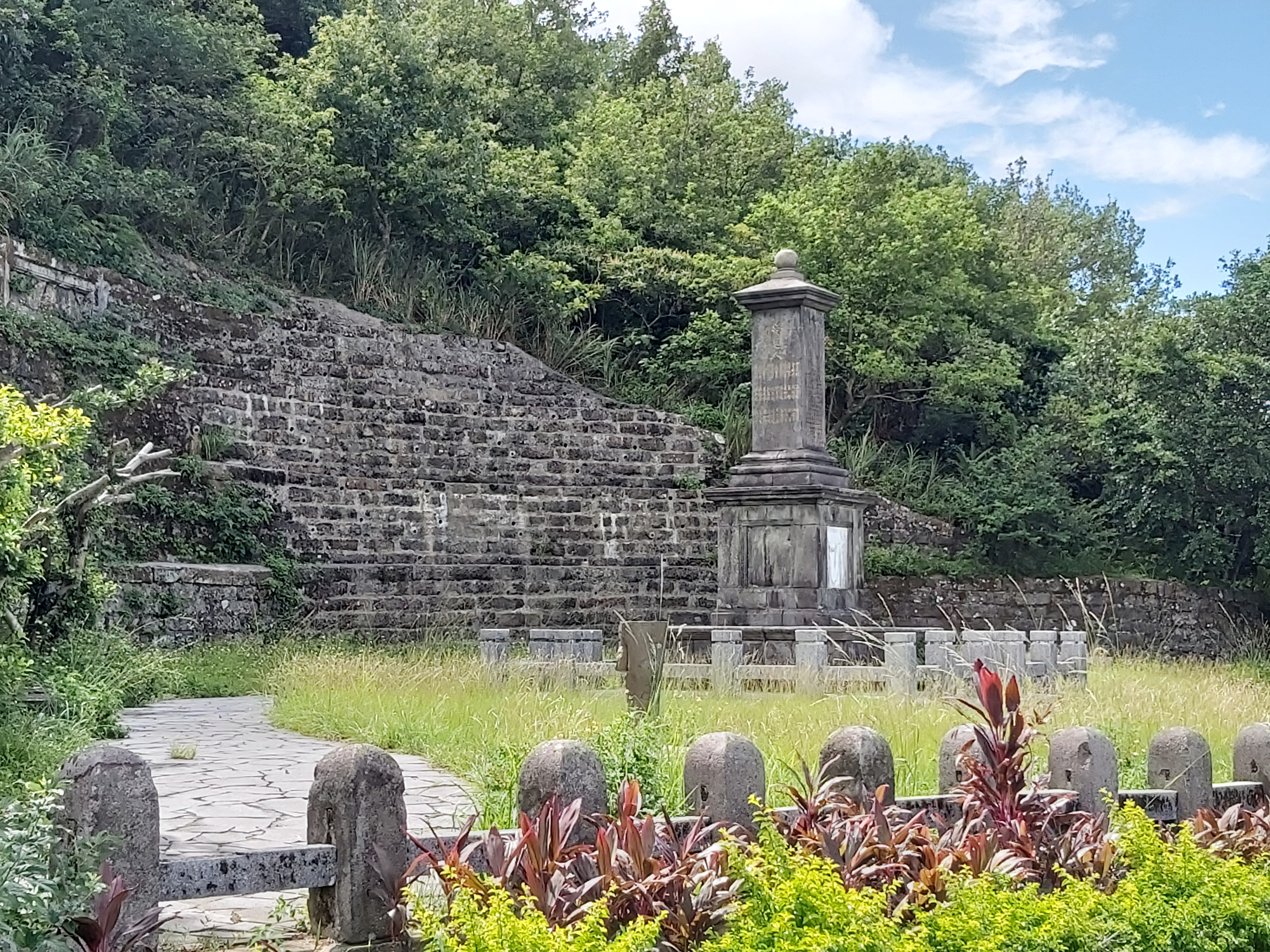
頌德碑所在的頌德公園

顏雲年，臺灣基隆人，生於1874年（清同治13年），卒於1923年（大正12年），享年49歲。
在九份礦業開發歷程中，顏雲年以提供礦山人力與物資的中介身份，致力於安定當地居民採礦工作，緩和與日人溝通障礙，扮演日本藤田組與臺灣人之間的溝通橋樑，因而得到臺日雙方的信任；另一方面對於承包的採礦工作，為了防範九份盛行盜金的問題，採行層層承租的三級包租制：將礦坑分租讓與數單位小公司經營，經營者再分租給其他礦工，依採金量按比例抽成。而礦區之照明、通風設備及維護由完全由顏雲年負責，使得九份產金量大增，讓採金者有機會致富，創造地方繁榮。
除了礦業之外，顏雲年的事業亦跨足交通運輸。1911年（明治44年）他與其他實業家合資，共同創立基隆輕鐵株式會社，經營瑞芳和金瓜石礦山之間的輕便鐵路，以及修築瑞芳基隆間的汽車道路等，改善基隆與瑞芳地區交通運輸，促進產業發達。
為感謝顏雲年經營有方及對地方開發的貢獻，九份礦山各業主及地方人士共同發起立碑紀念。

### 碑碣概述
頌德碑完成於1917年（大正6年）春天，正方形基座與四角錐形碑體均以安山岩（焿子寮硬石）為材，面向九份鑛山聚落與基隆山。
第一面碑刻有碑文，由瀛社副社長暨臺灣日日新報漢文版記者謝汝銓撰文，林正光題字，碑文無標題，內容詳述顏雲年與藤田組的合作與貢獻。第二面碑刻漢詩，由臺北詩人暨基隆保粹書房教師李石鯨題作五言漢詩一首，臺中鹿港詩人施梅樵拜書。其餘兩面碑則是羅列此頌德碑之發起人。

## 碑文內容
第一面碑文
| “ | 瑞芳鑛山自帝國領臺後 藤田組請得官許 一力經營 顏君雲年熱心鑛務 自□徙瑞 因鑛務關係 常與藤田組接洽 交誼日敦 輿情亦愜 明治三十二年春 藤田組劃鑛山一部付君措置 君行開放主義 依舊時程式分區劃井給人採掘 一方賴之 至大正三年秋 藤田組以君辦理得宜 克盡地利 遂舉鑛山全部委辦 君大開利藪 招徠遠近 而有蘇君維仁 翁君山英為助 成效卓著 產金為全國冠 其貢献於國家 社會 豈淺鮮哉 顏君天資英邁 少讀書 明事理 通國語 廣交遊 暇則以琴棋詩文為樂 君前曾得故蘇君源泉贊襄鑛務 其闢瑞九道路 行人受益 事載別碑 即此猶見其生平 吾儕仰事俯畜 兩俱無憾 是顏君之惠也 飲水思源 爰紀事勒石 昭示來許 夫亦藉以酬其德 大正六年歲次丁巳春建 雪漁謝汝銓撰 子誠林正光謹書 | ” |

## 文化資產價值
臺陽股份有限公司、顏氏家族與瑞芳礦業發展息息相關，2003年以「具歷史文化價值者」為評定基準，將臺陽公司瑞芳辦事處歷史建築群（包含瑞芳辦事處、招魂碑、八番坑、頌德碑、修路碑）公告為歷史建物。

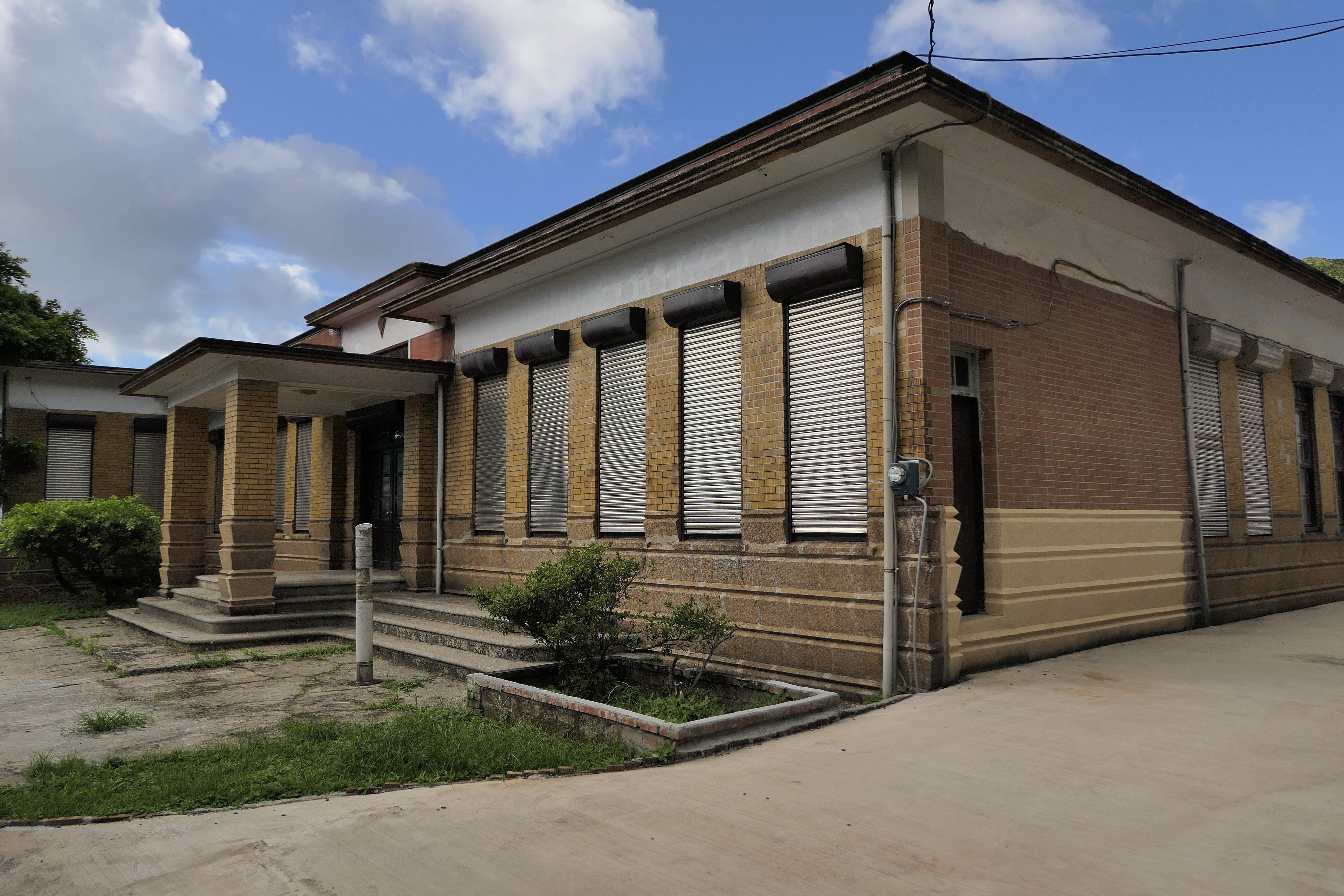
臺陽公司瑞芳辦事處
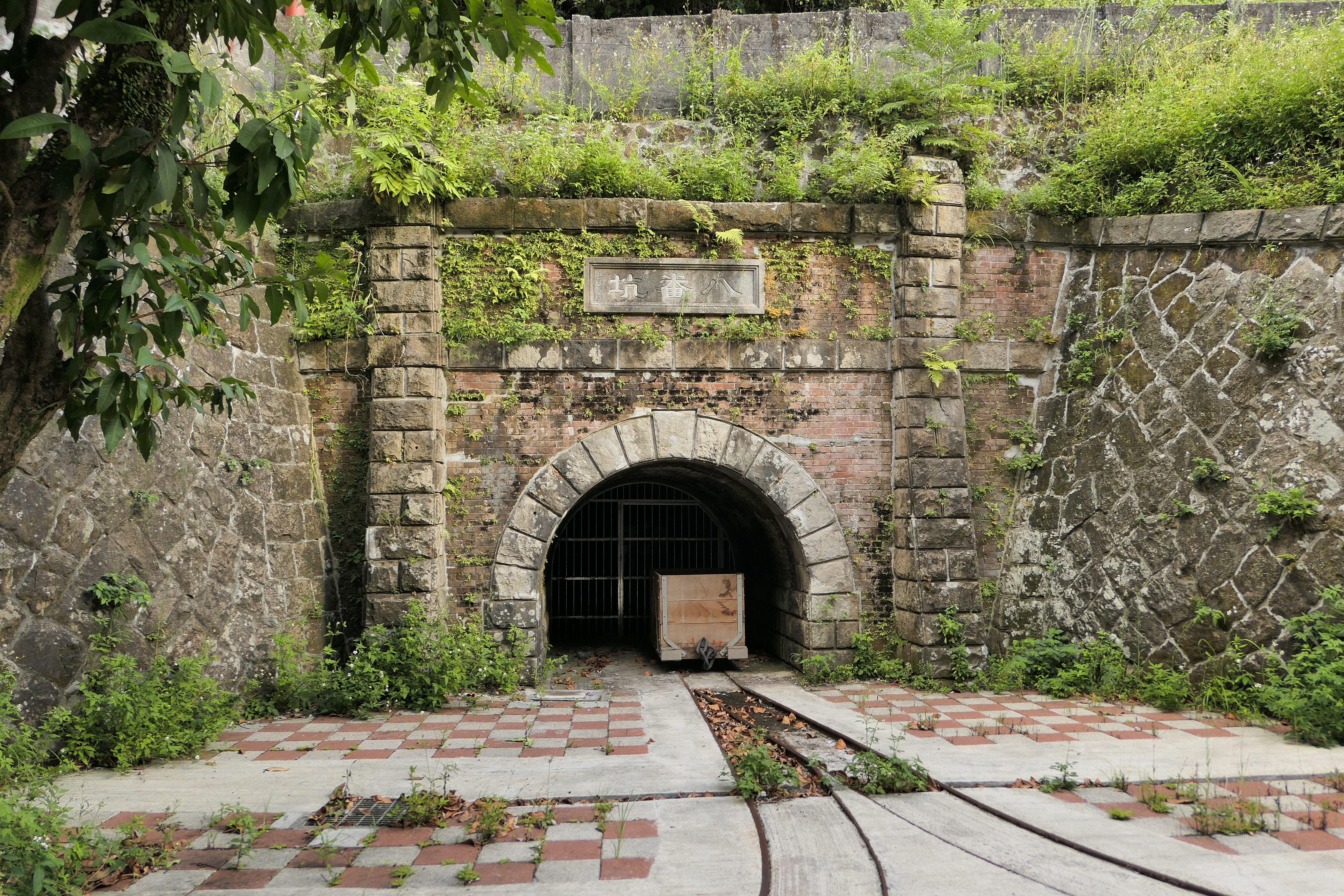
八番坑
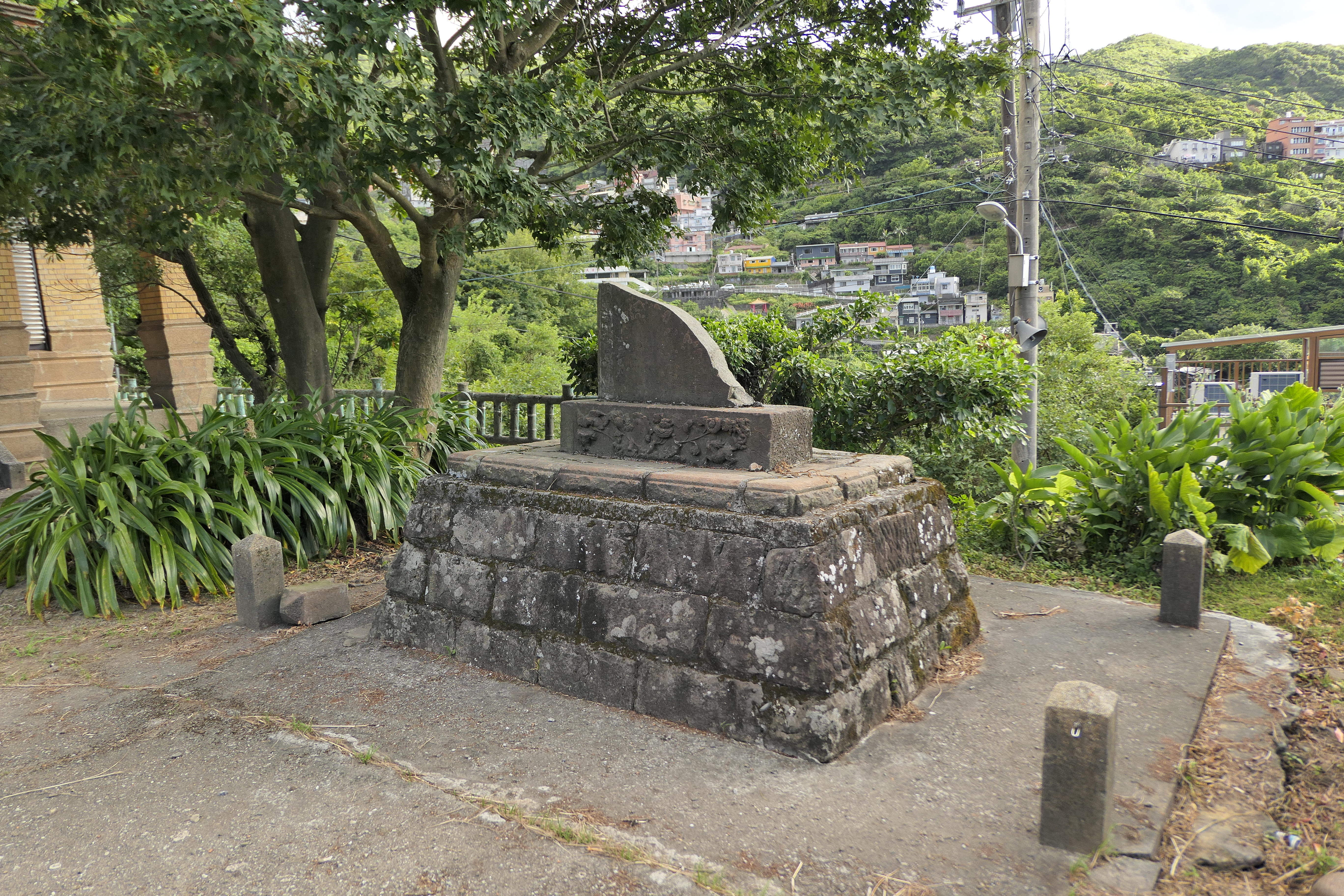
修路碑